# Josef Gangl
Josef "Sepp" Gangl (Nació el 12 de septiembre de 1910 en Obertraubling, distrito de Ratisbona y murió el 5 de mayo de 1945 en el castillo de Itter, Tirol) fue un oficial alemán, durante la Segunda Guerra Mundial. Participó junto con soldados disidentes de la Wehrmacht y el Ejército de los Estados Unidos en la defensa del Castillo de Itter contra las tropas de la 17.ª División de Granaderos Panzer de las SS "Götz von Berlichingen". El mayor Gangl fue alcanzado fatalmente por un francotirador mientras intentaba sacar al ex primer ministro francés Paul Reynaud de la línea de fuego posteriormente sería nombrado héroe nacional en Austria y una calle de Wörgl recibió su nombre en su honor.

## Medallas
- Cruz de hierro II Clase. 20 de agosto de 1941
- Cruz de hierro I. Clase. 12 de febrero de 1942
- Cruz alemana en Oro. 8 de marzo de 1945

## Honores Póstumos
Gangl fue honrado como un héroe de la resistencia austriaca. En Wörgl una calle lleva su nombre.

## En la Literatura
- Stephen Harding: The Last Battle: When U.S. and German Soldiers Joined Forces in the Waning Hours of World War II in Europe. Da Capo Press, Boston (Massachusetts) 2013. ISBN 978-0-306-82209-4
  - deutsch: Stephen Harding: Die letzte Schlacht. Als Wehrmacht und GIs gegen die SS kämpften. Übersetzung: Andreas Wirthensohn. Paul Zsolnay Verlag, Wien 2015, ISBN 978-3-552-05718-0.
- Martin Eich: Er riskierte sein Leben und rettete einstige Feinde. Ende des Kriegs verbündete sich der deutsche Major Josef Gangl mit Amerikanern, um französische Gefangene vor SS-Truppen zu schützen. Frankfurter Allgemeine Zeitung vom 4. Mai 2018, S. 6, Nr. 193.